# Khonsa
Khonsa är en ort i Indien.   Den ligger i distriktet Tirāp och delstaten Arunachal Pradesh, i den östra delen av landet, 1 800 km öster om huvudstaden New Delhi. Khonsa ligger 946 meter över havet och antalet invånare är 10 187.
Terrängen runt Khonsa är bergig åt sydost, men åt nordväst är den kuperad. Runt Khonsa är det ganska glesbefolkat, med 31 invånare per kvadratkilometer. Det finns inga andra samhällen i närheten. I omgivningarna runt Khonsa växer i huvudsak städsegrön lövskog.